# TNFSF4
La superfamiglia dei ligando del tumor necrosis factor 4, anche nota come TNFSF4, comprende le varie isoforme del ligando del TNF. È espresso in un sottotipo di cellula dendritica (DC2s) e attiva l'amplificazione della differenziazione cellulare dei linfociti Th2.